# Biserica ortodoxă Sfântul Gheorghe din Isaccea
Biserica ortodoxă Sfântul Gheorghe din Isaccea este un monument istoric aflat pe teritoriul orașului Isaccea. În Repertoriul Arheologic Național, monumentul apare cu codul 159696.07.
A fost construită în anul 1862 pe locul unei biserici mai vechi, ce aparținuse grecilor, despre care se știe că în 1812 se repara a cincea oară; la rândul lor, grecii preluaseră biserica de la armeni - urmele primei biserici a armenilor de sub biserica actuală datează de la începutul sec. XVI. În 1990, la momentul introducerii clădirii în Lista Monumentelor Istorice, se mai păstra iconostasul (recuperat de la biserica "Sf. Dumitru" din Galați) care data din 1645. Iconostasul de lemn a fost adus de la Mănăstirea Adam. Construirea bisericii noi de alături a demarat în 1906 și nu s-a finalizat niciodată.